# Regimento de Guarnição N.º 1
O Regimento de Guarnição N.º 1 (RG1), anteriormente Batalhão de Infantaria N.º 17 (BI17), é uma unidade militar histórica do Exército Português.

## História
O Regimento teve a sua génese à época da Dinastia Filipina, quando do início da edificação da actual Fortaleza de São João Baptista, por volta de 1592, por ordem de Filipe II de Espanha (Filipe I de Portugal).
Trata-se de uma grande construção, com mais de 5 quilómetros de muralhas, que rodeia todo o Monte Brasil, numa tentativa de proteger este de qualquer tentativa de assalto por forças inimigas. As grandes e altas muralhas controlavam todos os ancoradouros da cidade de Angra, mais tarde Angra do Heroísmo, até ao sitio da Baía do Fanal, onde os barcos provenientes das possessões Portugueses e Espanholas ancoravam em portos seguros independentemente dos ventos que se fizessem sentir, para descanso da tripulação, aguada e reparação.
Esta grandiosa construção destinada no seu início para a protecção dos navios Ibéricos, provenientes das Índias Ocidentais, é a maior construção militar feita por Espanha em todo o mundo.
Tem cerca de 400 peças de artilharia, o que para uma ilha com a dimensão da ilha Terceira é uma capacidade enorme de defesa.
Esta vontade de defesa não foi novidade mesmo na altura, já que antes da ocupação dos espanhóis, diga-se que a muito custou.
A ilha Terceira e nomeadamente a cidade de Angra do Heroísmo eram considerados sítios invencíveis para a Dinastia Filipina, sendo toda a ilha coberta por uma cortina de cerca de 80 fortes numa extensão de 80 quilómetros.
Esta fortaleza militar é a maior da Europa, tem toda uma área muralhada de cerca de 5 quilómetros muralha, dentro das quais albergava cerca de 1500 homens ao serviço da Dinastia Filipina.

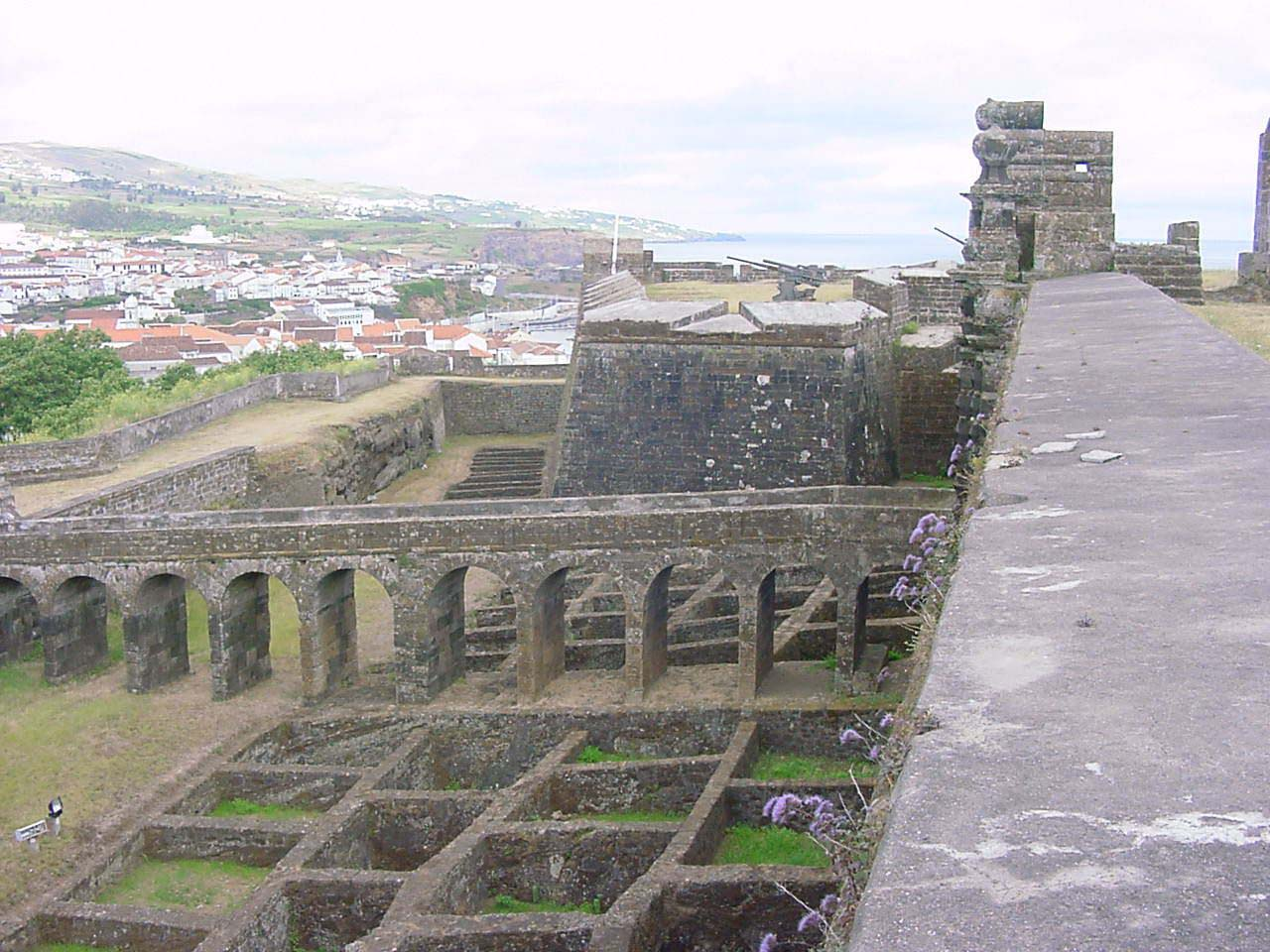
Fortaleza de São João Baptista do Monte Brasil, Açores (Portugal).

Foi construída no local do Monte Brasil por motivo não só de defesa das naus que ali se abrigavam como também, para, e numa primeira fase, controlar as gentes rebeldes da cidade de Angra do Heroísmo que não gostavam do domínio da Dinastia Filipina.
A grande importância desta fortaleza não está só no facto da posição geográfica em que se encontra, mesmo em frente à cidade de Angra do Heroísmo, ou da ilha onde se implantou, mas é também um testemunho perfeito de 500 anos de história portuguesa no seu mais importante heroísmo e acontecimentos, em que estão porventura os Descobrimentos Portugueses e as Lutas liberais.
Foi aqui nesta fortaleza que foi hasteada pela primeira vez o Estandarte da Monarquia Constitucional da rainha, a Senhora D. Maria II.
É ainda neste fortaleza que se vê o primeiro monumento construído após a Restauração da Independência Nacional.
Aqui foi construída a 1º igreja em Portugal depois da restauração (1640).
Tem ainda dentro das suas muralhas a casa do governador, um edifício altaneiro com trabalho de cantaria.
Neste castelo podem ainda ver-se as prisões do Corpo da Guarda cavadas na própria rocha do monte. Estas prisões, tinham sido entulhadas por ordem do rei D. João IV, «para não tornarem mais a servir de flagelo contra a humanidade», foram no entanto desentulhadas e utilizadas após a revolução de 1828, acolhendo, mais recentemente, aqueles que foram os primeiros presos políticos do Estado Novo.
Foi o local onde os dois gigantes ibéricos da altura se encontraram, se digladiaram, conviveram e deixaram as suas marcas.
Esta Fortaleza, é ainda tida como uma das melhores da Europa do seu género, essa magnificência estende-se desde a sua construção, essencialmente espanhola, com planta de o Tibúrcio Spanochi e José Vilhena, (engenheiro mor do reino de Espanha).
É também facto importante a referir, que ainda hoje ocupada por tropas portuguesas, esta é a mais ocidental Fortaleza da Europa, sendo igualmente o local por mais tempo ocupado por soldados, desde a sua fundação, 500 anos, ocupando hoje o espaço comum de regimento mais ocidental de Portugal e da Europa, onde ainda até há pouco tempo a maioria dos açorianos cumpria o serviço militar obrigatório, serviço esse que agora passou ao regime de voluntariado, vindo de diversas ilhas, sendo portanto um local privilegiado de encontro entre Açorianos e até mesmo destes com o povo continental.

## Heráldica

### Escudo

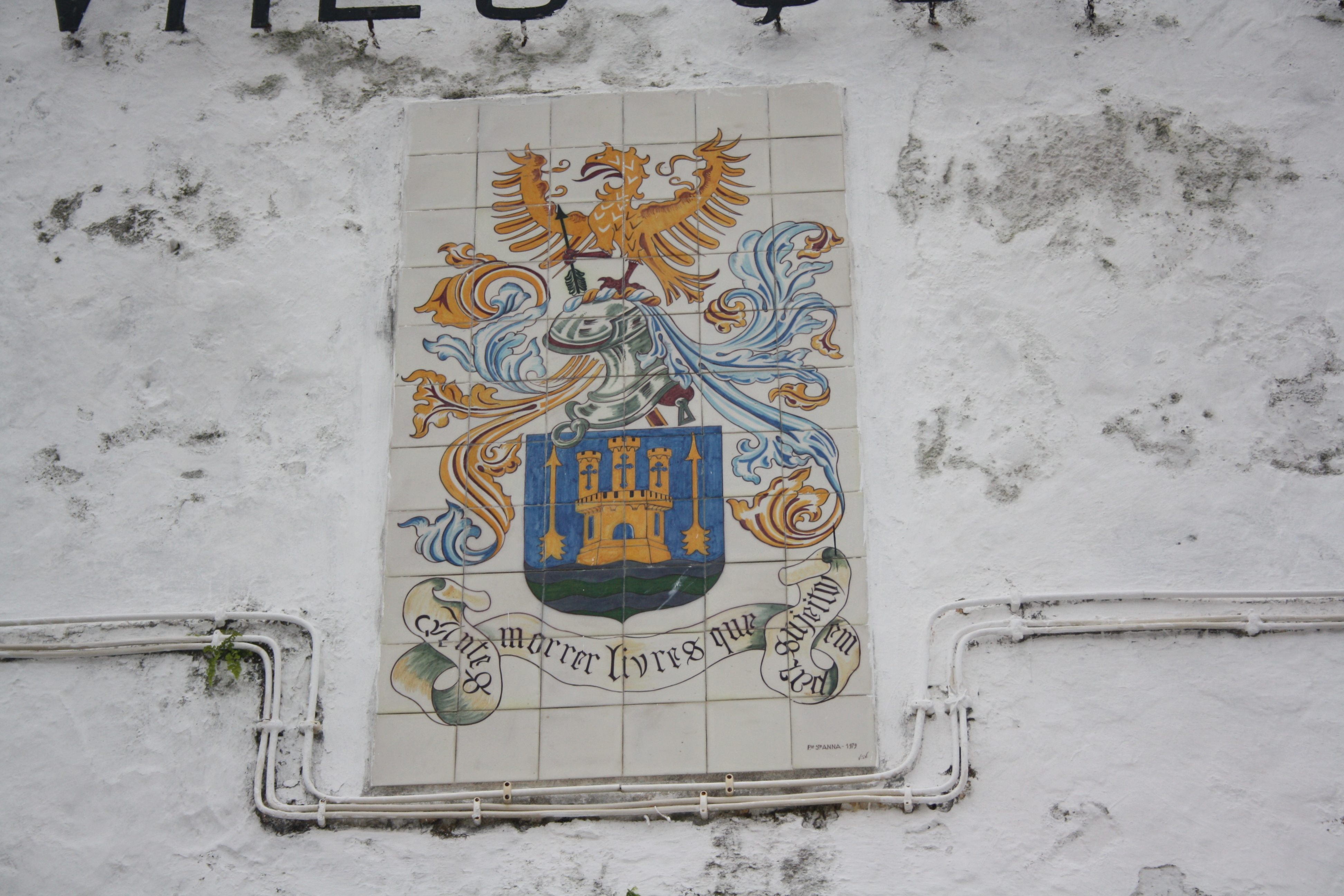
Brasão do RG1 em azulejos em frente à parada.

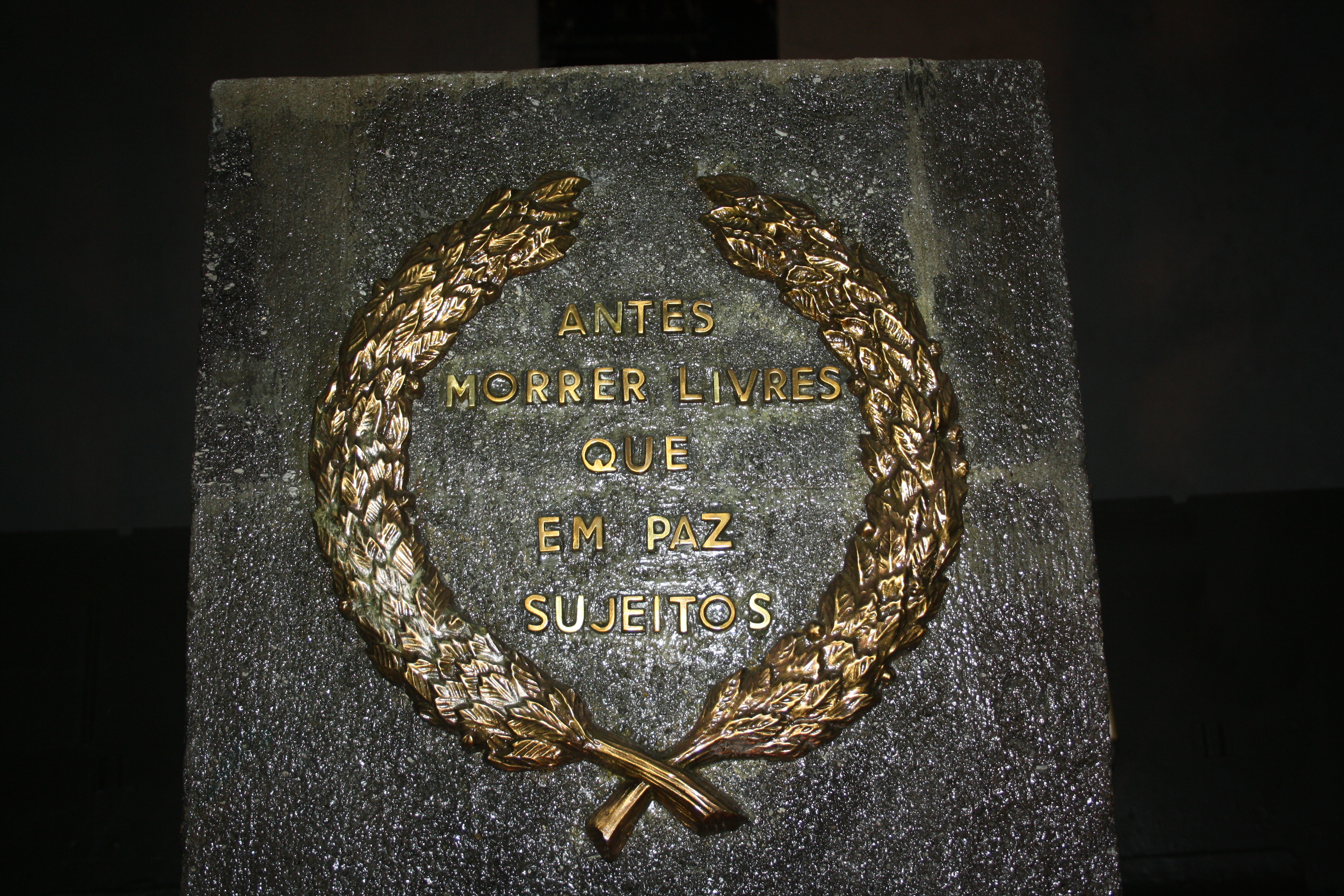
Divisa do RG1.

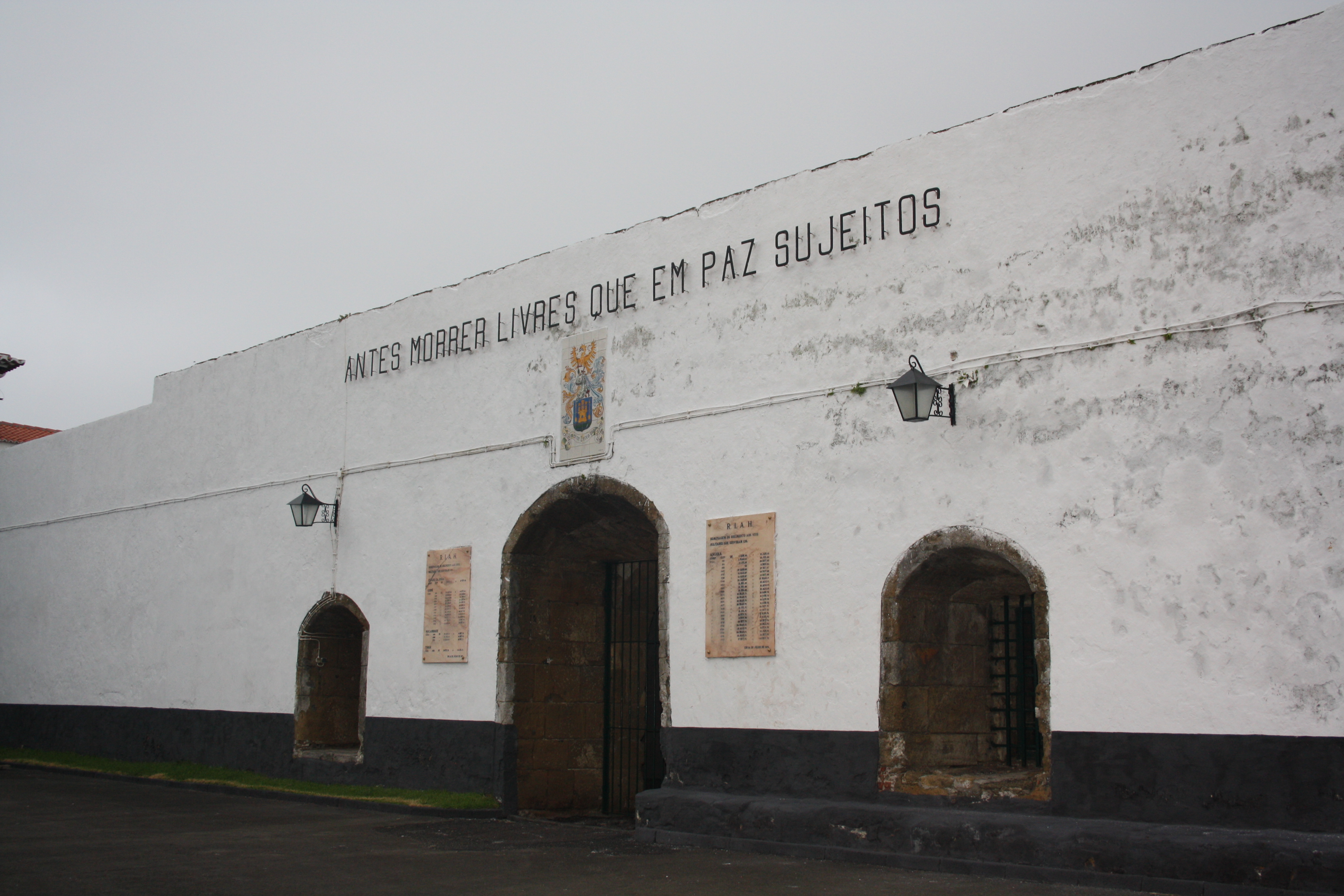
Divisa e brasão do regimento em frente à parada.

- Escudo de azul, um castelo de oiro iluminado de azul, acompanhado de duas xaras do mesmo, em ponta quatro faixas ondeadas de prata e verde.
- Elmo militar de prata, forrado de vermelho, a três quartos para a destra, Correias de vermelho, perfiladas de oiro.
- Paquife e virol de azul e oiro. Timbre: um açor de oiro bicado, lampassado, sancado e armado de vermelho, firmado na garra sinistra e segurando na dextra uma xara de negro.

Pendente do escudo a Medalha de Ouro de Serviços Distintos.
- Divisa: num listel branco, ondulado, sotoposto ao escudo, em letras negras, maiúsculas, de estilo gótico «Antes Morrer Livres que em Paz Sujeitos».

### Simbologia e Alusão das Peças
- O Castelo simboliza o Castelo de São João Baptista da cidade de Angra do Heroísmo na Ilha Terceira, insigne monumento da arquitectura militar e uma das mais famosas fortificações artilhadas de Portugal, que foi classificada como Praça de Guerra de 1ª Classe e é iluminada de azul, em alusão aos castelos que figuram nas Armas Nacionais Portuguesas.
- As XARAS são uma alusão à Arma de Infantaria.
- As Faixas “Ondadas” simbolizam o mar dos Açores.
- O Açor, figura natural falante, alude o Arquipélago de que faz parte a ilha Terceira; está bicado, lampassado, sancado e armado de vermelho, como símbolo da sua combatividade.

### Os Esmaltes Significam
- O oiro, nobreza, força, constância, fé e pureza.
- O vermelho, fogo, energia criadora e ardor bélico.
- O azul, lealdade.
- A Divisa «Antes morrer livres que em paz sujeitos » é uma frase extraída de uma carta que o então governador dos Açores, Ciprião de Figueiredo, endereçou a Filipe II de Espanha em resposta a outra, em que aquele Monarca procurou obter a rendição desta parcela Portuguesa. Esta divisa foi também, embora mais recentemente, adoptada para a Região Autónoma dos Açores.

## Destacamento do Faial
O Regimento de Guarnição N.º 1 (RG1) tem um destacamento na ilha do Faial, permanente, designado por Destacamento do Faial (DF/RG1), na cidade da Horta, no antigo convento do Carmo.